# Hernandia stenura
Hernandia stenura är en tvåhjärtbladig växtart som beskrevs av Standley. Hernandia stenura ingår i släktet Hernandia och familjen Hernandiaceae. Inga underarter finns listade i Catalogue of Life.